# Campionati mondiali di biathlon 2011 - Staffetta 2x6 km + 2x7,5 km mista
La staffetta 2x6 km + 2x7,5 km dei Campionati mondiali di biathlon 2011 si è svolta il 3 marzo 2011; la gara è partita alle 16:30 (UTC+5). Hanno partecipato 26 nazioni. Le due atlete donne hanno percorso frazioni di 6 chilometri, i due atleti uomini frazioni di 7,5 chilometri.

## Risultati
| Pos.    | #  | Nazione                                                                               | Tempo                                     | Errori (P+S)                             | Distacco |
| ------- | -- | ------------------------------------------------------------------------------------- | ----------------------------------------- | ---------------------------------------- | -------- |
| Oro     | 2  | Norvegia Tora Berger Ann Kristin Flatland Ole Einar Bjørndalen Tarjei Bø              | 1:14:22.5 18:18.3 18:16.4 19:05.5 18:42.3 | 0+4 0+3 0+1 0+0 0+1 0+1 0+2 0+1 0+0 0+1  |          |
| Argento | 1  | Germania Andrea Henkel Magdalena Neuner Arnd Peiffer Michael Greis                    | 1:14:45.4 18:45.0 17:25.0 19:06.3 19:29.1 | 0+5 0+3 0+2 0+0 0+0 0+0 0+1 0+2 0+2 0+1  | +22.9    |
| Bronzo  | 4  | Francia Marie-Laure Brunet Marie Dorin Alexis Bœuf Martin Fourcade                    | 1:15:38.7 19:36.5 18:27.7 19:14.8 18:19.7 | 0+2 0+6 0+2 0+2 0+0 0+3 0+0 0+1 0+0 0+0  | +1:16.2  |
| 4       | 5  | Svezia Helena Ekholm Anna Carin Olofsson Björn Ferry Carl Johan Bergman               | 1:15:58.3 18:44.1 19:13.2 19:03.5 18:57.5 | 0+2 1+8 0+2 0+2 0+0 1+3 0+0 0+0 0+0 0+3  | +1:35.8  |
| 5       | 7  | Italia Michela Ponza Katja Haller Christian De Lorenzi Lukas Hofer                    | 1:16:17.6 18:43.3 18:53.5 19:49.0 18:51.8 | 0+4 0+5 0+1 0+0 0+0 0+0 0+2 0+3 0+1 0+2  | +1:55.1  |
| 6       | 3  | Russia Svetlana Slepcova Ol'ga Zajceva Evgenij Ustjugov Ivan Čerezov                  | 1:17:30.9 20:49.4 18:36.5 19:14.0 18:51.0 | 1+5 2+6 1+3 1+3 0+0 1+3 0+0 0+0 0+2 0+0  | +3:08.4  |
| 7       | 13 | Austria Iris Waldhuber Ramona Düringer Dominik Landertinger Christoph Sumann          | 1:17:39.5 19:36.8 18:58.9 19:29.9 19:33.9 | 0+4 1+6 0+1 0+0 0+1 0+2 0+0 0+1 0+2 1+3  | +3:17.0  |
| 8       | 6  | Ucraina Oksana Chvostenko Vita Semerenko Oleksandr Bilanenko Serhij Semenov           | 1:17:42.9 20:15.1 19:01.8 19:34.5 18:51.5 | 1+4 1+5 1+3 0+0 0+0 1+3 0+1 0+2 0+0 0+0  | +3:20.4  |
| 9       | 17 | Finlandia Mari Laukkanen Kaisa Mäkäräinen Paavo Puurunen Timo Antila                  | 1:17:46.7 19:26.6 17:42.6 19:52.9 20:44.6 | 0+3 1+7 0+1 0+2 0+0 0+0 0+0 0+2 0+2 1+3  | +3:24.2  |
| 10      | 8  | Bielorussia Nadzeja Skardzina Dar″ja Domračava Sjarhej Novikaŭ Jaŭhen Abramenka       | 1:18:16.8 19:25.2 17:45.6 20:24.1 20:41.9 | 0+3 1+7 0+0 0+2 0+0 0+1 0+1 0+1 0+2 1+3  | +3:54.3  |
| 11      | 10 | Rep. Ceca Veronika Vítková Gabriela Soukalová Zdeněk Vítek Ondřej Moravec             | 1:18:29.6 20:16.2 18:34.1 20:34.5 19:04.8 | 0+7 0+5 0+3 0+1 0+2 0+1 0+2 0+3 0+0 0+0  | +4:07.1  |
| 12      | 14 | Slovacchia Anastasija Kuz'mina Jana Gereková Miroslav Matiaško Pavol Hurajt           | 1:19:27.3 18:34.8 19:31.8 21:13.0 20:07.7 | 1+8 0+8 0+1 0+1 1+3 0+3 0+2 0+2          | +5:04.8  |
| 13      | 12 | Stati Uniti Sara Studebaker Laura Spector Jay Hakkinen Leif Nordgren                  | 1:19:33.6 20:09.6 19:59.8 20:07.5 19:16.7 | 0+8 0+6 0+3 0+2 0+2 0+2 0+1 0+0 0+2 0+2  | +5:11.1  |
| 14      | 16 | Estonia Kadri Lehtla Eveli Saue Indrek Tobreluts Kauri Kõiv                           | 1:19:39.2 20:10.9 18:43.1 20:42.5 20:02.7 | 0+5 1+8 0+3 0+1 0+1 0+1 0+1 1+3 0+0 0+3  | +5:16.7  |
| 15      | 18 | Svizzera Selina Gasparin Elisa Gasparin Thomas Frei Christian Stebler                 | 1:19:50.0 19:20.5 20:36.1 20:03.1         | 1+4 0+10 0+0 0+3 0+0 0+2 0+1 0+2 1+3 0+3 | +5:27.5  |
| 16      | 9  | Slovenia Teja Gregorin Andreja Mali Janez Marič Klemen Bauer                          | 1:20:37.3 20:30.3 20:09.6 19:36.7 20:20.7 | 0+5 3+9 0+1 2+3 0+3 0+3 0+0 0+0 0+1 1+3  | +6:14.8  |
| 17      | 11 | Polonia Agnieszka Cyl Magdalena Gwizdoń Krzysztof Pływaczyk Mirosław Kobus            | 1:21:27.9 19:30.2 19:06.5 21:52.2 20:59.0 | 1+5 0+4 0+0 0+1 0+1 0+2 1+3 0+0 0+1 0+1  | +7:05.4  |
| (18)    | 20 | Lettonia Madara Līduma Žanna Juškāne Ilmārs Bricis Edgars Piksons                     | a 1 giro 20:59.0 21:02.1 20:11.6          | 0+2 1+10 0+0 1+3 0+2 0+1 0+0 0+3         |          |
| (19)    | 25 | Regno Unito Amanda Lightfoot Adele Walker Lee-Steve Jackson Pete Beyer                | a 1 giro 21:22.9 19:53.3 20:02.1          | 1+4 0+6 1+3 0+1 0+1 0+1 0+0 0+1 0+0 0+3  |          |
| (20)    | 21 | Cina Tang Jialin Xu Yinghui Ren Long Li Zhonghai                                      | a 1 giro 19:36.1 21:20.8 20:53.5          | 0+5 1+9 0+3 0+1 0+1 1+3 0+0 0+2 0+1 0+3  |          |
| (21)    | 22 | Giappone Fuyuko Tachizaki Itsuka Owada Kazuya Inomata Satoru Abe                      | a 1 giro 21:43.6 19:31.1 20:42.3          | 0+4 2+8 0+3 2+3 0+1 0+2 0+1 0+0 0+0 0+3  |          |
| (22)    | 19 | Kazakistan Marina Lebedeva Elena Chrustalëva Aleksandr Trifonov Aleksandr Červjakov   | a 1 giro 20:19.8 20:15.8 22:22.7          | 1+6 0+7 0+2 0+3 0+1 0+2 1+3 0+2 0+0 0+0  |          |
| (23)    | 23 | Romania Éva Tófalvi Réka Ferencz Roland Gerbacea Remus Faur                           | a 1 giro 18:56.8 19:59.2 22:33.1          | 0+8 1+3 0+0 0+0 0+3 0+0 0+3 1+3 0+2 0+0  |          |
| (24)    | 26 | Lituania Diana Rasimovičiūtė Aliona Sosunova Aleksandr Lavrinovič Karolis Zlatkauskas | a 1 giro 20:00.9 20:58.8 22:42.0          | 1+6 0+3 0+1 0+0 0+0 0+3 1+3 0+0 0+2 0+0  |          |
| (25)    | 15 | Bulgaria Nija Dimitrova Desislava Stojanova Miroslav Kenanov Martin Bogdanov          | a 1 giro 21:21.5 22:05.2 21:09.7          | 4+8 0+7 1+3 0+3 3+3 0+2 0+1 0+1          |          |
| (26)    | 24 | Corea del Sud Mun Ji-Hee Kim Seo-Ra Jun Je-Uk Lee Jung-Sik                            | a 1 giro 21:01.4 21:52.1 20:56.3          | 1+5 2+11 0+1 1+3 0+1 0+3 0+0 0+2 1+3 1+3 |          |